# Altensteinia
Altensteinia je biljni rod iz porodice kaćunovki smješten u podtribus Cranichidinae. 
Postoji osam vrsta raširenih po Andama A. cundinamarcae otkrivena je u Kolumbiji tek 2014.

## Vrste
1. Altensteinia boliviensis Rolfe ex Rusby
2. Altensteinia citrina Garay
3. Altensteinia cundinamarcae S.Nowak, Szlach. & Mytnik
4. Altensteinia elliptica C.Schweinf.
5. Altensteinia fimbriata Kunth
6. Altensteinia longispicata C.Schweinf.
7. Altensteinia marginata Rchb.f.
8. Altensteinia virescens Lindl.